# دنیس فن در خیست
دنیس فن در خیست (هلندی: Dennis van der Geest؛ زادهٔ ۲۷ ژوئن ۱۹۷۵) جودوکار اهل هلند بود.